# Angra dos Reis

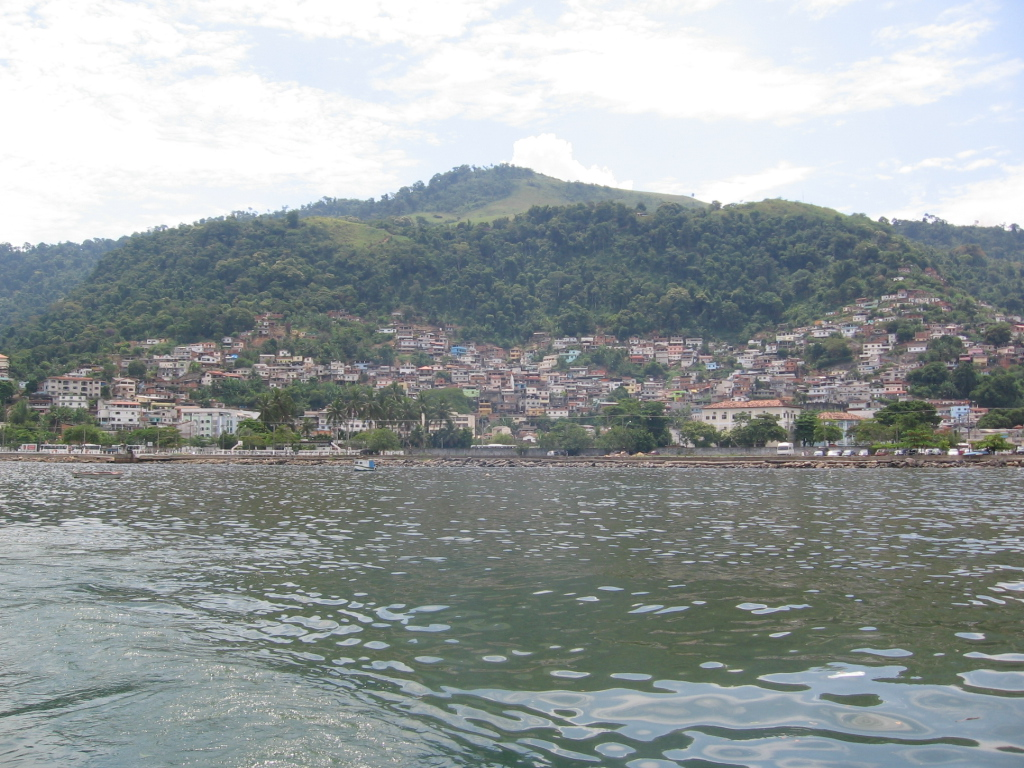
Oraș Angra dos Reis.

Angra dos Reis  este un oraș din unitatea federativă Rio de Janeiro,  Brazilia.